# Prêmio Capes de Tese
O Prêmio Capes de Tese é a premiação concedida anualmente pelo Estado brasileiro, por meio da Coordenação de Aperfeiçoamento de Pessoal de Nível Superior (CAPES). O prêmio é concedido às melhores teses de doutorado defendidas no ano precedente e aprovadas pelos programas de pós-graduação stricto sensu reconhecidos pelo Ministério da Educação (MEC). Para tanto, as teses são selecionadas em cada uma das áreas do conhecimento da CAPES, levando em consideração os requisitos de "originalidade do trabalho", de "relevância para o desenvolvimento científico, tecnológico, cultural, social e de inovação" e do "valor agregado pelo sistema educacional ao candidato".
O Prêmio Capes de Tese foi criado em 21 de dezembro de 2005 e a primeira cerimônia de premiação foi em 2006. Essa premiação ocorreu durante a gestão do professor universitário, bioquímico e médico veterinário Jorge Almeida Guimarães quando ele presidia a CAPES, sob a supervisão ministerial do MEC na gestão de Fernando Haddad. Assim, o objetivo foi premiar as melhores teses de doutoramento defendidas e aprovadas, em 2005, nos cursos de doutorado em programas de pós-graduação stricto sensu reconhecidos pelo MEC.
O reconhecimento efetuado pelo Prêmio Capes de Tese se dá pela outorga de premiação conferida aos pesquisadores doutores que produziram as teses (diploma/certificado, medalha/trofeu e bolsa de pós-doutorado de um ano), aos professores orientadores dessas teses de doutoramento (certificado de premiação e subvenção para eventos científicos de divulgação de suas pesquisas) e aos programas de pós-graduação (outorga de distinção ao programa), além do reconhecimento de menções honrosas aos autores de teses de doutorado que, mesmo não sendo laureados com o prêmio, destacaram-se pela originalidade e qualidade.

## Importância

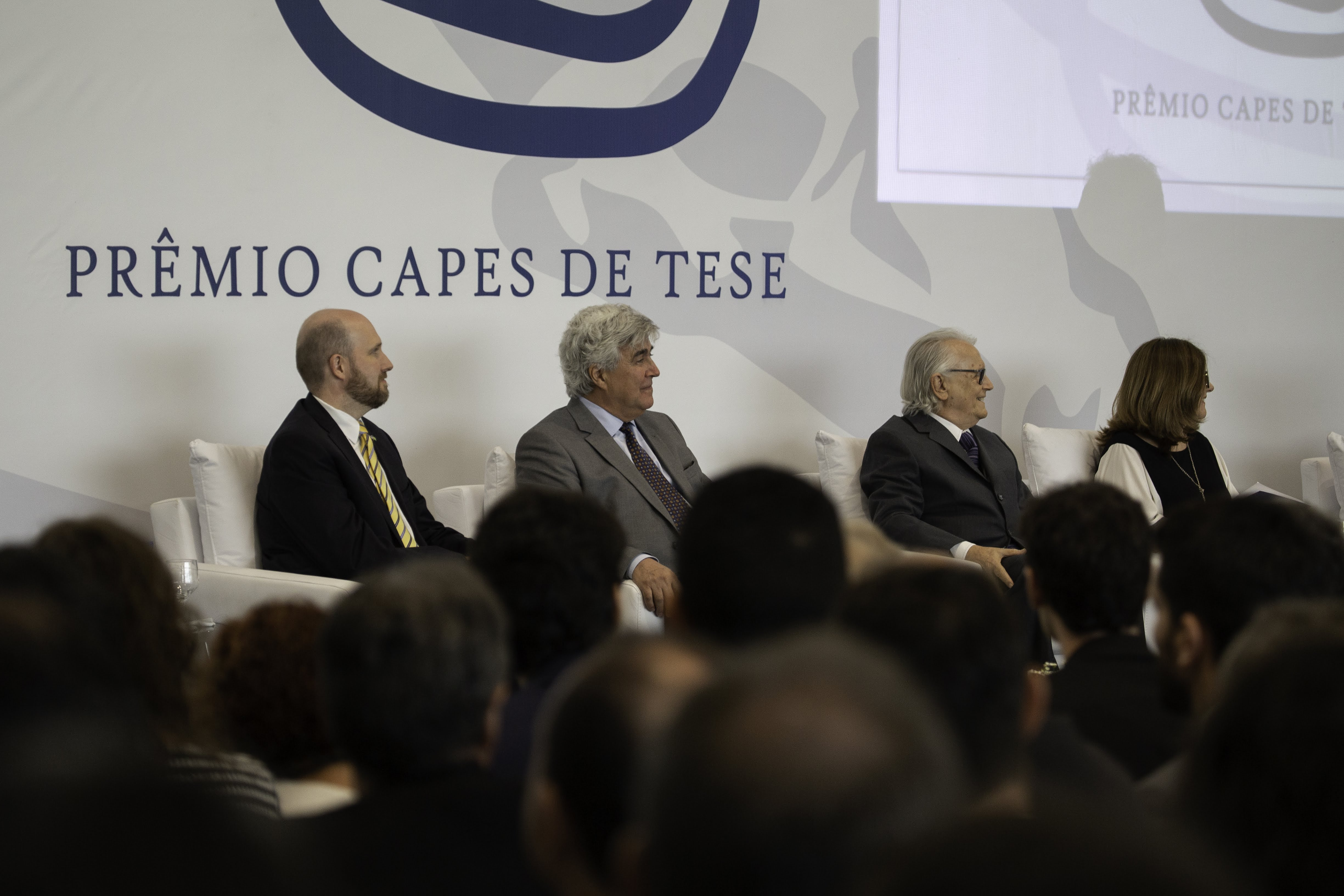
Solenidade do Prêmio Capes de Tese realizada em dezembro de 2018, com a presença do diplomata estadunidense William Popp, de Abílio Baeta Neves, então presidente da CAPES, e de Paulo Baeta, então Secretário de Ensino Superior do MEC.

Esta premiação busca ampliar a visibilidade das ações indutoras do desenvolvimento científico fomentadas pela CAPES na pós-graduação brasileira.
Há uma grande quantidade de teses de doutorado que participam dessa avaliação, sendo que, entre os anos de 2006 e 2014, a CAPES recebeu as inscrições de 4.117 teses de doutorado consideradas como destaque pelos seus programas de pós-graduação stricto sensu.
Ao selecionar e premiar os melhores trabalhos acadêmicos de doutoramento no Brasil, o Prêmio Capes de Tese tem atuado como um indicador de qualidade e do comportamento dos programas de pós-graduação stricto sensu brasileiros, em especial dos cursos de doutorado.
Inclusive, há estudos que apontam para a atualidade dos temas das teses de doutorado premiadas, e, também, para o fato de que mesmo os contemplados que não vieram a utilizar as bolsas de pós-doutorado acabaram se beneficiando com os efeitos de reconhecimento proporcionados pelo prêmio no âmbito da comunidade científica.
Outras investigações vêm defendendo que a divulgação de prêmios científicos tem o potencial de contribuir para o processo de divulgação científica, transformando-se em uma positiva estratégia da mídia para ampliar o conhecimento da população brasileira sobre as pesquisas científicas desenvolvidas no Brasil.
Este prêmio constitui um importante incentivo financeiro não apenas para a pesquisa científica realizada no Brasil, mas também para a docência exercida no ensino superior, pois ele também contempla os professores orientadores dos trabalhos selecionados pela CAPES. Ademais, é evidente a parceria entre instituições governamentais de fomento com outras entidades, inclusive de natureza privada, para levantar recursos para essas premiações, à exemplo da Comissão Fullbright.
Contudo, uma das críticas feitas por estudos desenvolvidos sobre essa premiação envolve o comportamento da comunidade acadêmica brasileira, a qual necessitaria explorar melhor o prêmio como parâmetro de reconhecimento da qualidade das pesquisas desenvolvidas pelas universidades e centros de pesquisa ofertantes de cursos de doutorado, além de concluir sobre a importância de se incentivar a inscrição de teses para fins de avaliação.

## Categorias
Em suas três edições iniciais (2006, 2007 e 2008) constavam apenas três categorias e, em cada uma delas, era conferida uma homenagem a um cientista brasileiro que dava nome à premiação.
A partir da edição de 2009, parou-se com essa prática de modo que o nome da premiação se restringiu apenas à denominação "Grande Prêmio Capes de Tese" ou simplesmente "Prêmio Capes de Tese".
Para a edição de 2024, as categorias vigentes são que correspondem às 50 áreas de avaliação reconhecidas pela CAPES nos programas de pós-graduação adimplentes no Sistema Nacional de Pós-Graduação, as quais estão distribuídas por 3 grandes grupos: 
- Colégio de Ciências da Vida (Ciências Agrárias, Ciências Biológicas, Ciências da Saúde);
- Colégio de Humanidades (Ciências Humanas, Ciências Sociais Aplicadas e Linguística, Letras e Artes);
- Colégio de Ciências Exatas, Tecnológicas e Multidisciplinar (Ciências Exatas, da Terra, Engenharias e Multidisciplinar).

## Premiação como memória da ciência brasileira
Os cientistas brasileiros natos ou naturalizados que foram homenageados pela CAPES são os seguintes:
| Edição | Ano  | Imagem                       | Cientista                                  | Área                                                       |
| 1ª     | 2006 |                              | César Lattes                               | Engenharia, Ciências Exatas e da Terra                     |
| 1ª     | 2006 |                              | Carl Peter von Dietrich                    | Ciências Biológicas, Ciências da Saúde e Ciências Agrárias |
| 1ª     | 2006 |                              | Florestan Fernandes                        | Ciências Humanas, Letras e Artes                           |
| 2ª     | 2007 |                              | Lobo Carneiro                              | Engenharia, Ciências Exatas e da Terra                     |
| 2ª     | 2007 |                              | Johanna Döbereiner                         | Ciências Biológicas, Ciências da Saúde e Ciências Agrárias |
| 2ª     | 2007 |                              | Celso Furtado                              | Ciências Humanas, Letras e Artes                           |
| 3ª     | 2008 |                              | Leopoldo Nachbin                           | Engenharia, Ciências Exatas e da Terra                     |
| 3ª     | 2008 |                              | Mauricio Rocha e Silva                     | Ciências Biológicas, Ciências da Saúde e Ciências Agrárias |
| 3ª     | 2008 |                              | Mário Pedrosa                              | Ciências Humanas, Letras e Artes                           |
| 4ª     | 2009 |                              | José Leite Lopes                           | Engenharia, Ciências Exatas e da Terra                     |
| 4ª     | 2009 |                              | Carlos Chagas                              | Ciências Biológicas, Ciências da Saúde e Ciências Agrárias |
| 4ª     | 2009 |                              | Lúcio Costa                                | Ciências Humanas, Letras e Artes                           |
| 5ª     | 2010 |                              | Simão Mathias                              | Engenharia, Ciências Exatas e da Terra                     |
| 5ª     | 2010 |                              | Glaci Teresinha Zancan                     | Ciências Biológicas, Ciências da Saúde e Ciências Agrárias |
| 5ª     | 2010 |                              | Ruth Cardoso                               | Ciências Humanas, Letras e Artes                           |
| 6ª     | 2011 |                              | Otto Richard Gottlieb                      | Engenharia, Ciências Exatas e da Terra                     |
| 6ª     | 2011 |                              | Emílio Marcondes Ribas                     | Ciências Biológicas, Ciências da Saúde e Ciências Agrárias |
| 6ª     | 2011 |                              | Paulo Reglus Neves Freire                  | Ciências Humanas, Letras e Artes                           |
| 7ª     | 2012 |                              | Milton Santos                              | Engenharia, Ciências Exatas e da Terra                     |
| 7ª     | 2012 |                              | Carlos Ribeiro Diniz                       | Ciências Biológicas, Ciências da Saúde e Ciências Agrárias |
| 7ª     | 2012 | Ficheiro:Carolina M Bori.jpg | Carolina Martuscelli Bori                  | Ciências Humanas, Letras e Artes                           |
| 8ª     | 2013 |                              | Álvaro Alberto da Mota e Silva             | Engenharia, Ciências Exatas e da Terra                     |
| 8ª     | 2013 |                              | Zeferino Vaz                               | Ciências Biológicas, Ciências da Saúde e Ciências Agrárias |
| 8ª     | 2013 |                              | Darcy Ribeiro                              | Ciências Humanas, Letras e Artes                           |
| 9ª     | 2014 |                              | Mário Schenberg                            | Engenharia, Ciências Exatas e da Terra                     |
| 9ª     | 2014 |                              | Oswaldo Gonçalves Cruz                     | Ciências Biológicas, Ciências da Saúde e Ciências Agrárias |
| 9ª     | 2014 |                              | Sérgio Buarque de Holanda                  | Ciências Humanas, Letras e Artes                           |
| 10ª    | 2015 |                              | Aziz Nacib Ab'Sáber                        | Engenharia, Ciências Exatas e da Terra                     |
| 10ª    | 2015 |                              | Paulo Emílio Vanzolini                     | Ciências Biológicas, Ciências da Saúde e Ciências Agrárias |
| 10ª    | 2015 |                              | Antônio Houaiss                            | Ciências Humanas, Letras e Artes                           |
| 11ª    | 2016 |                              | Ricardo de Carvalho Ferreira               | Engenharia, Ciências Exatas e da Terra                     |
| 11ª    | 2016 |                              | Nise da Silveira                           | Ciências Biológicas, Ciências da Saúde e Ciências Agrárias |
| 11ª    | 2016 |                              | Octavio Ianni                              | Ciências Humanas, Letras e Artes                           |
| 12ª    | 2017 |                              | Casimiro Montenegro Filho                  | Engenharia, Ciências Exatas e da Terra                     |
| 12ª    | 2017 |                              | Vital Brazil                               | Ciências Biológicas, Ciências da Saúde e Ciências Agrárias |
| 12ª    | 2017 |                              | Aurélio Buarque de Holanda                 | Ciências Humanas, Letras e Artes                           |
| 13ª    | 2018 |                              | Alberto Luiz Galvão Coimbra                | Engenharia, Ciências Exatas e da Terra                     |
| 13ª    | 2018 |                              | Amílcar Vianna Martins                     | Ciências Biológicas, Ciências da Saúde e Ciências Agrárias |
| 13ª    | 2018 |                              | Juarez Rubens Brandão Lopes                | Ciências Humanas, Letras e Artes                           |
| 14ª    | 2019 |                              | Oscar Sala                                 | Engenharia, Ciências Exatas e da Terra                     |
| 14ª    | 2019 |                              | Graziela Maciel Barroso                    | Ciências Biológicas, Ciências da Saúde e Ciências Agrárias |
| 14ª    | 2019 |                              | Josué de Castro                            | Ciências Humanas, Letras e Artes                           |
| 15ª    | 2020 |                              | Henrique Morize                            | Engenharia, Ciências Exatas e da Terra                     |
| 15ª    | 2020 |                              | Carlos Chagas (escolhido pela segunda vez) | Ciências Biológicas, Ciências da Saúde e Ciências Agrárias |
| 15ª    | 2020 |                              | Bertha Koiffmann Becker                    | Ciências Humanas, Letras e Artes                           |
| 16ª    | 2021 |                              | Eloisa Biasotto Mano                       | Engenharia, Ciências Exatas e da Terra                     |
| 16ª    | 2021 |                              | Carlos Chagas Filho                        | Ciências Biológicas, Ciências da Saúde e Ciências Agrárias |
| 16ª    | 2021 |                              | Oscar Niemeyer                             | Ciências Humanas, Letras e Artes                           |
| 17ª    | 2022 |                              | Cândido Rondon                             | Engenharia, Ciências Exatas e da Terra                     |
| 17ª    | 2022 |                              | Marta Vannucci                             | Ciências Biológicas, Ciências da Saúde e Ciências Agrárias |
| 17ª    | 2022 |                              | Carmen Portinho                            | Ciências Humanas, Letras e Artes                           |
| 18ª    | 2023 |                              | Luiz Pinguelli Rosa                        | Engenharia, Ciências Exatas e da Terra                     |
| 18ª    | 2023 |                              | Veridiana Victoria Rossetti                | Ciências Biológicas, Ciências da Saúde e Ciências Agrárias |
| 18ª    | 2023 |                              | Maria José Garcia Werebe                   | Ciências Humanas, Letras e Artes                           |

## Vencedores

### Primeiros vencedores
Os primeiros vencedores da edição de 2006, que avaliou as teses de doutorado defendidas em 2005, foram as seguintes:
- Grande Prêmio CAPES de Tese "César Lattes": Cláudio Patrício Ribeiro Júnior (UFRJ) - orientadores: Paulo Laranjeira da Cunha Lage e Cristiano Piacsek Borges.
- Grande Prêmio CAPES de Tese "Carl Peter von Dietrich": Claudio Teodoro de Souza (UNICAMP) - orientador: Lício Augusto Velloso.
- Grande Prêmio CAPES de Tese "Florestan Fernandes": Maraliz de Castro Vieira Christo (UNICAMP) - orientador: Jorge Coli.

Nessa mesma edição foram certificadas as melhores teses das áreas de avaliação da CAPES e as menções honrosas dessas mesmas áreas.
Na edição de 2007 que avaliou as teses de doutorado defendidas em 2006, as vencedoras do Grande Prêmio foram as seguintes:
- Grande Prêmio CAPES de Tese "Lobo Carneiro": Maria Laura Schuverdt (UNICAMP) - orientadores: José Mário Martinez e Roberto Andreani.
- Grande Prêmio CAPES de Tese "Johanna Döbereiner": Ana Lia Parra-Pedrazzoli (USP) - orientador: Evaldo Ferreira Vilela.
- Grande Prêmio CAPES de Tese "Celso Furtado": Solange Maria Teixeira (UFMA) - orientadora: Marina Maciel Abreu.

Nessa mesma edição foram certificadas as melhores teses das áreas de avaliação da CAPES e as menções honrosas dessas mesmas áreas.
Na edição de 2008 que avaliou as teses de doutorado defendidas em 2007, os vencedores do Grande Prêmio foram as seguintes:
- Grande Prêmio CAPES de Tese "Leopoldo Nachbin": Eduardo Freire Nakamura (UFMG) - orientador: Antônio Alfredo Ferreira Loureiro.[17][18]
- Grande Prêmio CAPES de Tese "Maurício Rocha e Silva": Rogério de Castilho Jacinto (UNICAMP/Piracicaba) - orientadora: Brenda Paula Figueiredo de Almeida Gomes.[19]
- Grande Prêmio CAPES de Tese "Mario Pedrosa": Sérgio Adas (USP) - orientador: Antonio Carlos Robert de Moraes.

Nessa mesma edição foram certificadas somente as menções honrosas das áreas de avaliação da CAPES.